# 24時のハコ
『24時のハコ』（にじゅうよじのはこ）は、TBSラジオで2021年4月1日（3月31日深夜）から2022年3月24日（23日深夜）まで放送されていたラジオ番組である。

## 概要
2021年3月3日（4日深夜）の放送にて、3月25日（24日深夜）の放送をもって番組を終了することが発表された「うしろシティ 星のギガボディ」の後番組として、2021年4月1日（3月31日深夜）から放送開始。
『マンスリー（月替わり）のチャレンジ枠』と位置づけ、今後幅広い番組で活躍していけそうな将来の人材を発掘すると同時に、10代～20代の人が楽しめるように、ラジオだけでなくYouTubeなどのコンテンツも導入し、幅広くチャレンジする番組となる。ジャンルも「お笑い」だけでなく、幅広いジャンルで活躍する人に注目していく。
Twitterのハッシュタグは「#24時のハコ」であるが、毎月出演者ごとに「#●●のハコ」も発表される。
2022年3月31日より「ほら!ここがオズワルドさんち!」が移動、枠拡大により終了。直前の3月25日の放送でオズワルドの伊藤は結果的につなぎ番組となった当番組について「ネットで『最終的に好評だったタレントがこの枠を担当するんじゃないの？』『担当したパーソナリティが誰も番組をもらえずに終わり、あの枠って一体なんだったの？』と言う声が飛び交い、かえって枠をもらった自分たちが逆恨みを受けている。」とぼやいた。
2024年4月より、過去にこの番組でパーソナリティを担当した見取り図による番組「スタンド・バイ・見取り図」が枠を移動し、この時間帯で放送されることになった。

## パーソナリティ
| 放送年月           | パーソナリティ | 月別番組タイトル・ハッシュタグ | 備考     |
| ------------------ | -------------- | ------------------------------ | -------- |
| 2021年4月          | かが屋         | #かが屋のハコ                  |          |
| 5月                | 見取り図       | #見取り図のハコ                |          |
| 6月                | ハナコ         | #ハナコのハコ                  |          |
| 7月                | ヒコロヒー     | #ヒコロヒーのハコ              |          |
| 8月                | トム・ブラウン | #トム・ブラウンのハコ          |          |
| 9月                | 滝音           | #滝音のハコ                    |          |
| 10月               | ザ・マミィ     | #ザ・マミィのハコ              |          |
| 11月               | ストレッチーズ | #ストレッチーズのハコ          |          |
| 12月               | ダウ90000      | #ダウ90000のハコ               |          |
| 2022年1月 第1・2週 | キュウ         | #キュウのハコ                  |          |
| 1月 第3週          | ストレッチーズ | #ストレッチーズのハコ          | [ 注 1 ] |
| 1月 第4週          | ウエストランド | #ウエストランドのハコ          | [ 注 1 ] |
| 2月 第1週          | かが屋         | #かが屋のハコ                  | [ 注 2 ] |
| 2月 第2週 - 第4週  | サスペンダーズ | #サスペンダーズのハコ          |          |
| 3月                | 相席スタート   | #相席スタートのハコ            | [ 注 3 ] |

## ネット局
| 放送対象地域 | 放送局    | 放送時間                      | 備考       |
| ------------ | --------- | ----------------------------- | ---------- |
| 関東広域圏   | TBSラジオ | 木曜 0:00 - 1:00 （水曜深夜） | 制作局     |
| 沖縄県       | 琉球放送  | 木曜 0:00 - 1:00 （水曜深夜） | 同時ネット |

## 特別番組
帰ってきた 見取り図のハコ〜’22夏〜
- 2022年7月31日放送（20:00 - 20:55）。2021年5月期にパーソナリティを担当し、「東京奮闘記」を届けた見取り図の2人が、「続・東京奮闘記」を届ける。